# ヴァルトシュタディオン・カイザーリンデ
ヴァルトシュタディオン・カイザーリンデ（Waldstadion Kaiserlinde）は、ドイツ・ザールラント州ノインキルヒェン郡シュピーゼン＝エルヴェルスベルクにあるサッカー専用スタジアム。
SVエルフェアスベルクがホームスタジアムとして使用している。
愛称：ウルサファーム・アレーナ・アン・デア・カイザーリンデ

## 歴史
1983年、サッカースタジアムを開場。
2013年、スタジアム改装し最大800万ユーロをかけて、セカンドディビジョンに適したスポーツ施設を4つのステップで建設し改装後は15,000人の観客を収容。
2014年、ヴァルトシュタディオン・カイザーリンデからウルサファーム・アレーナ・アン・デア・カイザーリンデを命名。
2015年、アリーナの収容人数は10,000人、そのうち3,410人はボックス席400人、VIPビジネス席800人、スタンディング席は6,320人となる。

## ギャラリー

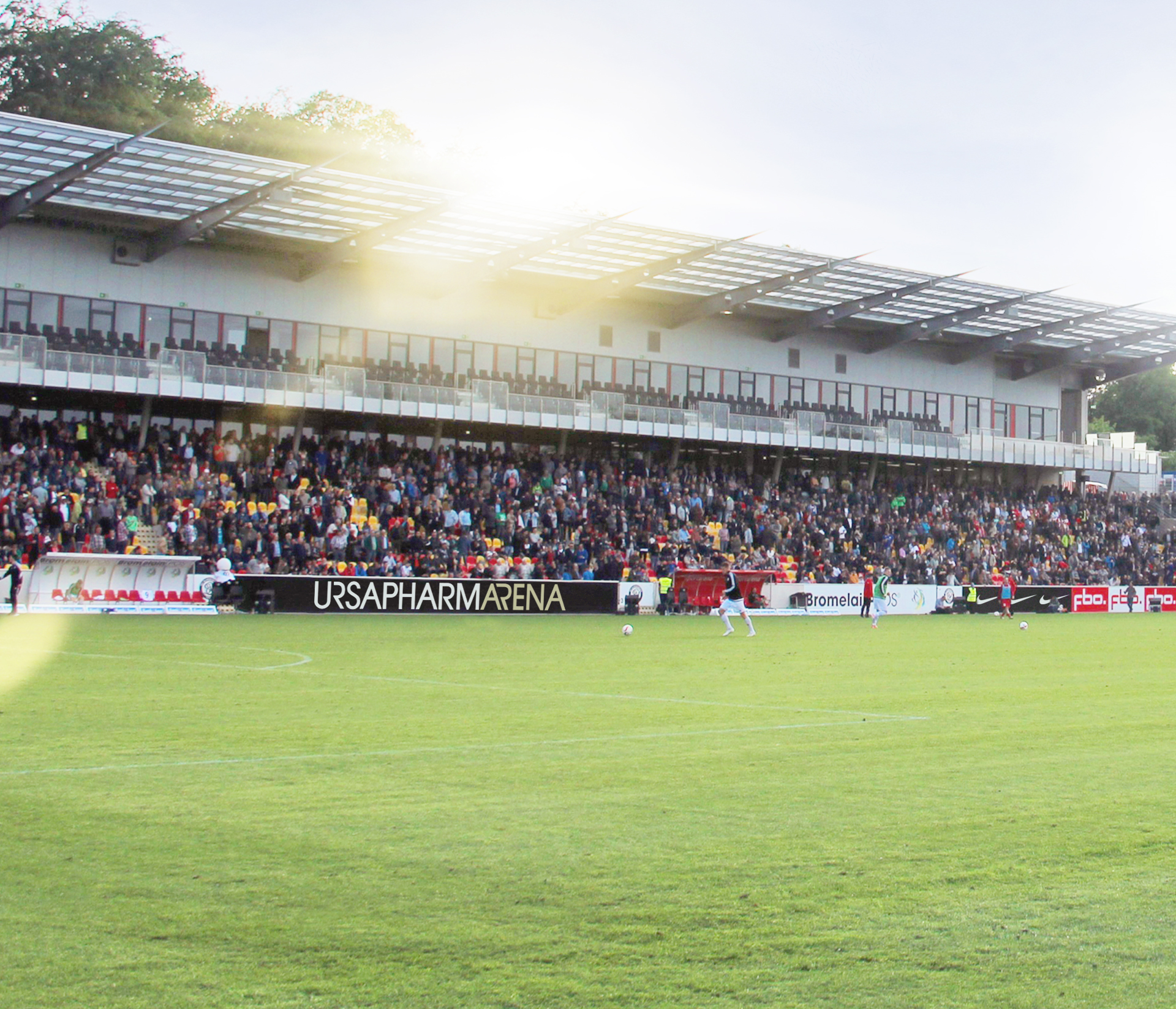
2016年のスタジアム
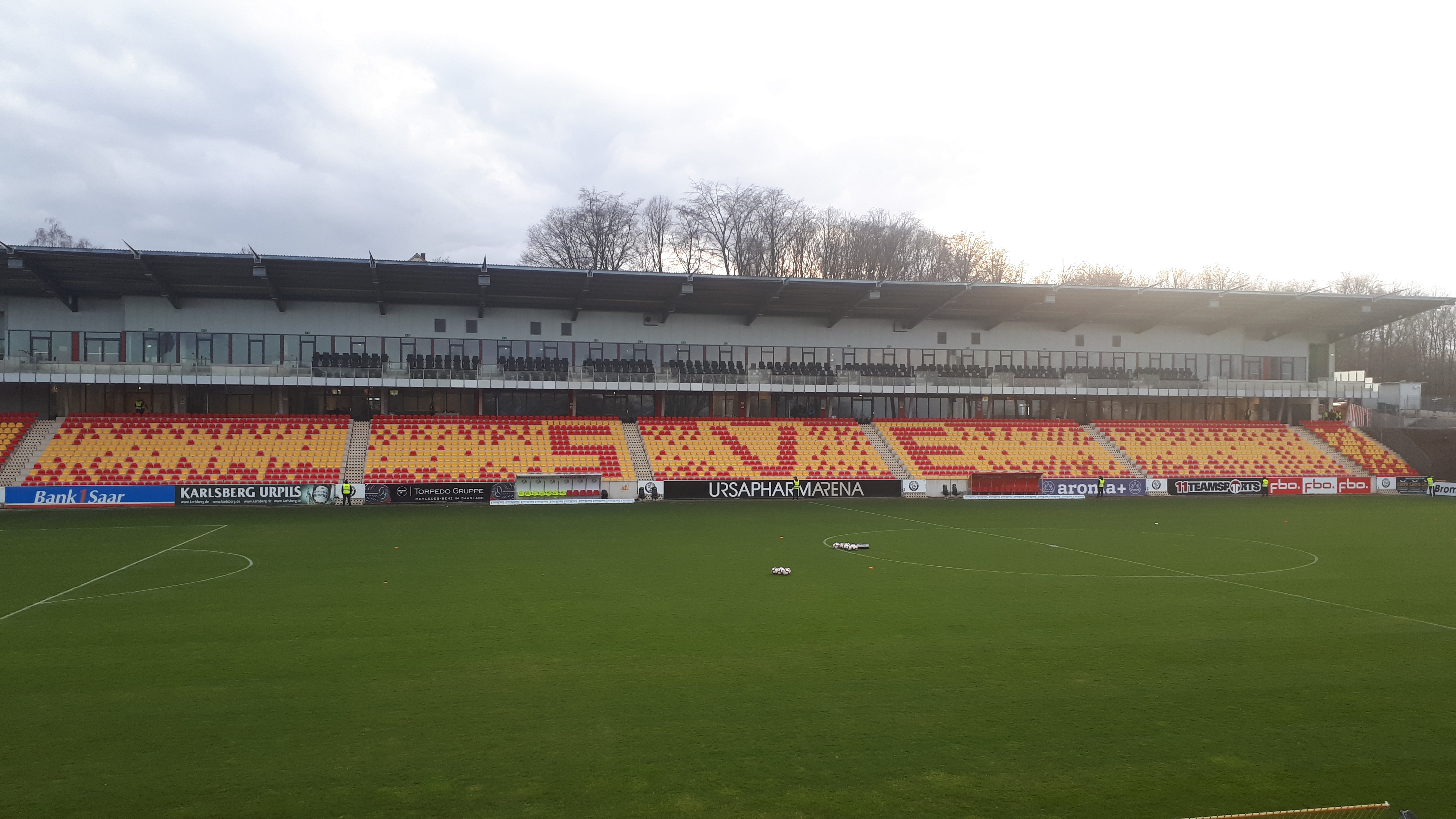
2019年のメインスタンド